# Сурис, Арнольд Давидович
Арнольд Давидович Сурис (1908—1999) — советский архитектор. Лауреат Сталинской премии (1950). Отец физика Р. А. Суриса. Ученик архитектора Г. П. Гольца.

## Биография

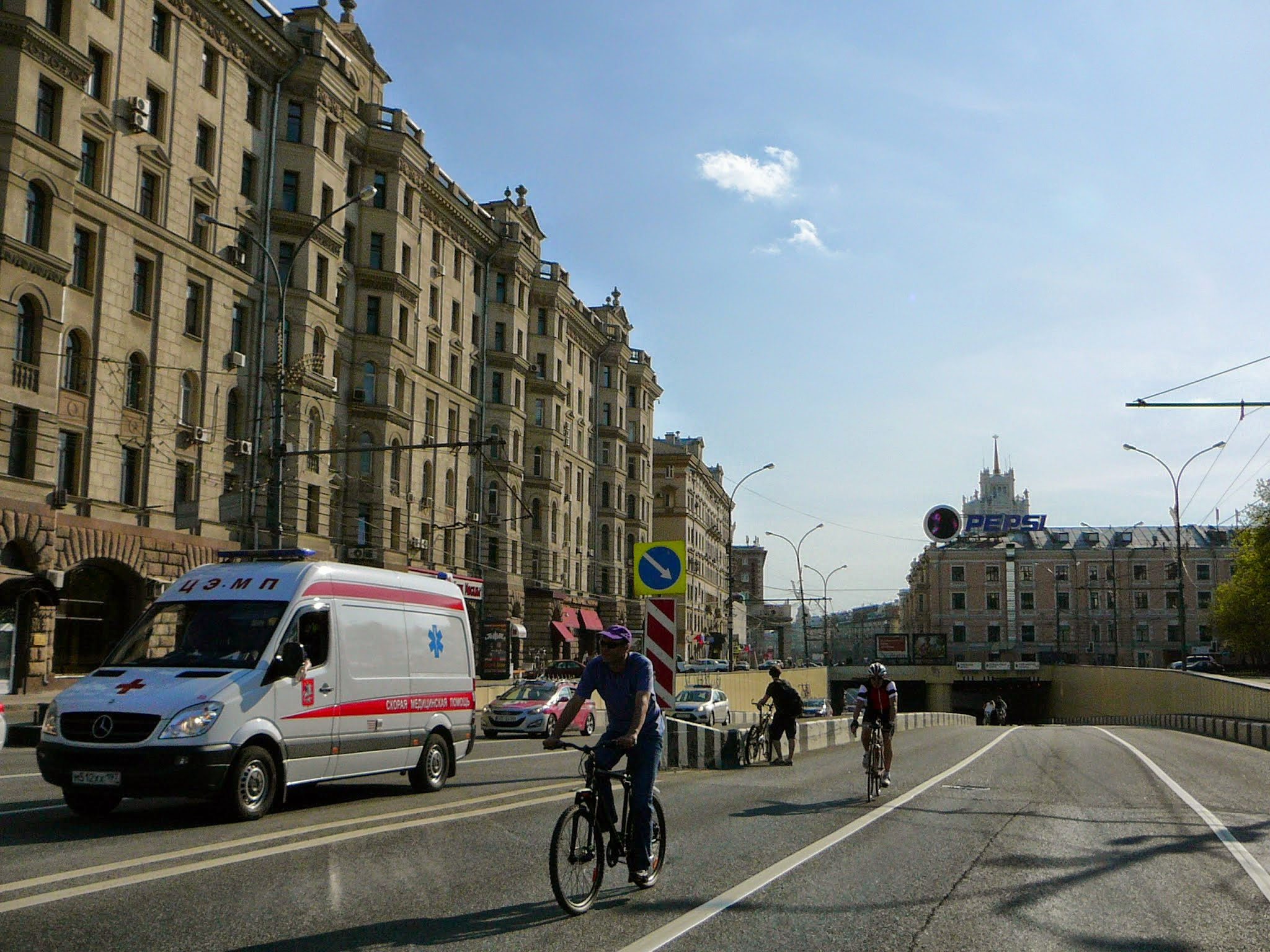
Дом 4-10 на Садовой-Триумфальной

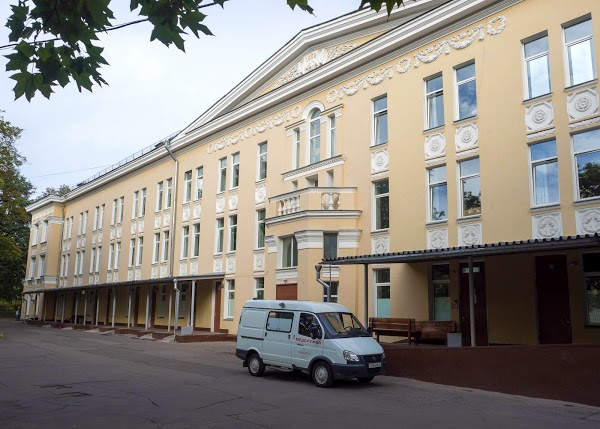
Корпус инфекционной больницы № 2

Арнольд Сурис родился в Одессе 5 ноября 1908 года. Поступил в Одесский художественный институт. Ещё во время учёбы построил в Одессе три жилых дома. До 1935 года работал в Военпроекте, по его проектам был построен ряд военных зданий и жилых городков. Построил дом для начсостава Красной армии в Виннице, несколько жилых домов и сходы к Москве-реке в Москве, детский сад в Ереване и дачный посёлок в Краскове.
Во время Великой Отечественной войны находился в Москве, занимался маскировкой города. После окончания войны по его проектам были построены многоэтажные жилые дома на Садовой-Триумфальной (в соавторстве с З. М. Розенфельдом) и на Садовой-Черногрязевской улицах. Занимался планировкой части Ленинградского проспекта (совместно с З. М. Розенфельдом и Л. Н. Кулагой), Можайского шоссе (совместно с Г. И. Луцким), Нового Арбата (совместно с С. Чернышёвым, С. Кожиным и А. Заславским), принимал участие в планировке Краснохолмской и Раушской набережных (автор проекта Г. П. Гольц). Построил дом на Тверском бульваре и дом Военно-воздушной академии. Выполнил проект планировки посёлка в Ереване, проект памятника челюскинцам и проекты типовых жилых домов.
Разработал планировку площади Расковой в Москве (ныне площадь Академика Кутафина). Эта площадь задумывалась как одна из внутренних на Ленинградском проспекте. В глубине неё предполагалось поставить памятник Расковой, а по бокам выстроить два общественных здания. Одно из них, здание Научно-исследовательского института кинематографии, было построено по проекту А. Д. Суриса.
В 1947 году разработал проекты двух жилых домов на Новослободской улице (№ 54/56 и № 50). Работая над типовой малоэтажной застройщикой пригородов Москвы, А. Д. Сурис разработал несколько проектов: так выделяется своей архитектурой ансамбль из трех оштукатуренных кирпичных корпусов Коломенского посёлка, построенных в 1949 году. В 1950 году совместно с архитектором Я. Е. Островским разработал проекты двух детских больничных корпусов: инфекционной больницы № 2 (8-я улица Соколиной Горы, д. 15, к. 5) и 4-й градской больницы (Павловская улица, д. 25, с. 12). Каждый из них был рассчитан на 140 коек. Спроектировал десятиэтажное здание Министерства сельскохозяйственного машиностроения. Был одним из авторов проекта жилого корпуса школы-интерната построенного в Москве в 1958 году (совместно с Ю. И. Карельштейном и Е. Масальской). В 1958 году по проекту А. Д. Суриса было построено нынешнее здание посольства Ирака в Москве (изначально строилось для посольства Албании).
Жил в Москве в построенном по его проекту доме по адресу: Новослободская улица, 54/56.

## Оценки
Архитектор Юрий Яралов отмечает, что его проекты не претендуют на внешнюю эффектность и на первый взгляд почти «будничны». Но в то же время эти проекты «жизненны» и рассчитаны на реальное строительство.
По мнению Юрия Яралова, в проекте жилого дома на Садовой-Триумфальной улице «авторы увлеклись излишне пышной, тяжеловесной, перенасыщенной деталями архитектурой, не оправданной ни местом постановки, ни назначением здания, и это лишает образ той степени интимности и лиричности, которая уместна в жилищной архитектуре». Проект дома на Садовой-Черногрязской был скромнее, однако многоэтажный коринфский ордер на мощном стилобате, по мнению Юрия Яралова является не совсем оправданным. Планировку площади Расковой, решённую «в формах скромных но и не снижающих образной значимости зданий», критик называл удачной. По его мнению, в решении образа здания Научно-исследовательского института кинематографии «архитектор проявил такт и меру, которые делают этот проект его большой творческой удачей».

## Награды и премии
- Сталинская премия третьей степени (1950) — «за архитектуру жилого дома № 4—10 по Садово-Триумфальной ул. в г. Москве» (совместно с З. М. Розенфельдом)[15].
- Медаль «За оборону Москвы»[2]